# 黙ってギターを弾いてくれ
『黙ってギターを弾いてくれ』（原題：Shut Up 'n Play Yer Guitar）は、フランク・ザッパが1981年に発表したライブ・アルバム。当初は『Shut Up 'n Play Yer Guitar』『Shut Up 'n Play Yer Guitar Some More』『Return of the Son of Shut Up 'n Play Yer Guitar』という3枚別々のLPとして通信販売限定でリリースされ、後に3枚組LPとして一般流通した。

## 内容
大部分の曲は、1979年から1980年にかけてのライブ録音からギター・ソロを抜粋したものである。ただし、「本日のアヒル」はパラマウント・スタジオでジャン＝リュック・ポンティと共に行われた即興演奏で、「シップ・アホイ」は日本公演（1976年）の演奏とみなされており、「ピンク・ナプキンズ」はエディ・ジョブソン在籍時の1977年のライブ音源である。
本作では「インカ・ローズ」のギター・ソロの抜粋が多用された。また、「ピンク・ナプキンズ」は「ブラック・ナプキンズ」からの抜粋、「ピノキオの道具」は「チャンガの復讐」からの抜粋である。「不死の子馬」は「アウトサイド・ナウ」のモチーフを元に作られた曲だが、リズムは11/8拍子から5/4拍子に変更され、ギターのテーマ・メロディも新しく追加されている。
なお、スティーヴ・ヴァイが採譜して1982年に出版された『The Frank Zappa Guitar Book』(ISBN 9780793524341)では、本作収録曲の大半のギター・パートが楽譜に起こされている。

## リリース
本作は当初、アルバム『ティンゼル・タウン・リベリオン』（1981年）の内袋の申込用紙を使った通信販売でリリースされて、3枚のうち任意のアルバムだけを買うこともでき、更にLPレコードとカセットテープを選ぶこともできた。その後、3枚組LPのボックス・セットとして正式に発売された。
1986年発売のCDや2012年のリマスターCDでは2枚にまとめられたが、1995年のリマスターCDや2000年代に発売された日本盤CDは、オリジナルと同様3枚組となった。

## 反響・評価
『ギター・ワールド』誌1982年3月号に掲載されたザッパのインタビューによれば、本作は通信販売だけで『ティンゼル・タウン・リベリオン』や『ユー・アー・ホワット・ユー・イズ』以上に売れ、出回り始めてから2週間で利益を出せたという。
Sean Westergaardはオールミュージックにおいて5点満点中4点を付け「フランク・ザッパ論の多くは、彼の風刺的でいかがわしい歌詞に関するものだが、彼が最も卓越した、そして最も不当評価されたギタリストの一人という事実には変わりない。このコレクションは、ザッパのギターの熟達ぶりに正面切って焦点を当てている」「ギター演奏にのめりこんでいる人なら必聴のアルバムである。一押しだ」と評している。また、D. J. Considineは1995年7月9日付のThe Baltimore Sun紙においてザッパの代表作を10作選び、その中に本作も含まれている。
フィッシュのトレイ・アナスタシオは2005年、『ローリング・ストーン』誌で本作について「ギターを学び始めた頃、このアルバムに夢中になった」「彼は他の誰もやらなかったような方法で、ギターのあらゆる可能性を分析した」とコメントしている。

## 収録曲
特記なき楽曲はフランク・ザッパ作。

### ディスク1 (Shut Up 'n Play Yer Guitar)
1. ファイヴ・ファイヴ・ファイヴ ("five-five-FIVE")[注 2] - 2:35
  - 1979年2月17日、ハマースミス・オデオン（ロンドン）で録音[1]。
2. ホグ・ヘヴン ("Hog Heaven")[注 3] - 2:49
  - 1980年10月18日、ブラディ・シアター（タルサ）で録音[1]。
3. 黙ってギターを弾いてくれ ("Shut Up 'n Play Yer Guitar")'[注 4] - 5:38
  - 1979年2月18日、ハマースミス・オデオンで録音[1]。
4. あなたの外出中に ("While You Were Out")[注 5] - 6:00
  - 日付不明、ロサンゼルスで録音[1]。
5. トレチェラス・クレティン ("Treacherous Cretins")[注 6] - 5:35
  - 1979年2月17日、ハマースミス・オデオンで録音[1]。
6. ヘヴィー・デューティー・ジュディ ("Heavy Duty Judy")[注 7] - 4:42
  - 1980年12月5日、コミュニティ・シアター（バークレー）で録音[1]。
7. スープと古着 ("Soup 'n Old Clothes")[注 8] - 7:53
  - 1980年12月11日、サンタモニカ・シヴィック・オーディトリアムで録音[1]。

### ディスク2 (Shut Up 'n Play Yer Guitar Some More)
1. カルロス・サンタナの秘密のコード進行ヴァリエーション ("Variations on the Carlos Santana Secret Chord Progression")[注 9] - 3:58
  - 1980年10月17日、ダラス・シヴィック・アリーナで録音[1]。
2. アイ・ライク・ユア・パンツ ("Gee, I Like Your Pants")[注 10] - 2:35
  - 1979年2月18日、ハマースミス・オデオンで録音[1]。
3. キャナーシー ("Canarsie")[注 11] - 6:05
  - 1979年2月19日、ハマースミス・オデオンでベーシック・トラックを録音し、後にヴィレッジ・レコーダーズでオーバー・ダビングを行う[1]。
4. シップ・アホイ ("Ship Ahoy")[注 12] - 5:20
  - 日付不明、東京または大阪公演の音源とされている[1][注 13]。
5. 不死の子馬 ("The Deathless Horsie")[注 14] - 6:20
  - 1979年2月19日、ハマースミス・オデオンで録音[1]。
6. 黙ってギターをもう少し弾いてくれ ("Shut Up 'n Play Yer Guitar Some More")[注 15] - 6:53
  - 1979年2月17日、ハマースミス・オデオンで録音[1]。
7. ピンク・ナプキンズ ("Pink Napkins")[注 16] - 4:38
  - 1977年2月17日、ハマースミス・オデオンで録音[1]。

### ディスク3 (Return of the Son of Shut Up 'n Play Yer Guitar)
1. ビート・イット・ウィズ・ユア・フィスト ("Beat It with Your Fist")[注 17] - 1:38
  - 1980年10月30日、パラディアム（ニューヨーク）で録音[1]。
2. 黙ってギターを弾いてくれの息子の帰還 ("Return of the Son of Shut Up 'n Play Yer Guitar")[注 18] - 8:30
  - 1979年2月19日、ハマースミス・オデオンで録音[1]。
3. ピノキオの道具 ("Pinocchio's Furniture")[注 19] - 2:05
  - 1980年12月5日、コミュニティ・シアターで録音[1]。
4. どうしてジョニーは字が読めないか ("Why Johnny Can't Read")[注 20] - 4:15
  - 1979年2月17日、ハマースミス・オデオンで録音[1]。
5. スタッコ・ホームズ ("Stucco Homes")[注 21] - 9:08
  - 日付不明、ロサンゼルスで録音[1]。
6. 本日のアヒル ("Canard Du Jour")[注 22] (Frank Zappa, Jean-Luc Ponty) - 9:56
  - 日付不明、パラマウント・スタジオ（ロサンゼルス）で録音[1]。1972年8月頃の録音といわれている[14]。

## 後の編曲
「ヘヴィー・デューティー・ジュディ」は後に改作されて1984年と1988年のツアーで演奏され、1988年の録音はライブ・アルバム『ザ・ベスト・バンド』に収録された。また、1986年のアルバム『ジャズ・フロム・ヘル』の収録曲「ホワイル・ユー・ワー・アートII」は、「あなたの外出中に」をシンクラヴィア用に編曲したものである。

## 参加ミュージシャン
- フランク・ザッパ - リードギター(all except Disc 3-6.)、ブズーキ(Disc 3-6.)
- アイク・ウィリス - リズムギター(Disc 1-1. 2. 3. 5. 6. 7. / Disc 2-1. 2. 5. 6. / Disc 3-1. 2. 3. 4.)
- ウォーレン・ククルロ（英語版） - リズムギター(Disc 1-1. 3. 4. / Disc 2-2. 5. 6. / Disc 3-2. 4. 5.)、エレクトリック・シタール(Disc 1-5. / Disc 2-3.)
- デニー・ウォリー - リズムギター(Disc 1-1. 3. 5. / Disc 2-2. 5. 6. / Disc 3-2. 4.)
- レイ・ホワイト - リズムギター(Disc 1-2. 6. 7. / Disc 2-1. 7. / Disc 3-1. 3.)
- スティーヴ・ヴァイ - リズムギター(Disc 1-2. 6. 7. / Disc 2-1. / Disc 3-1. 3.)
- トミー・マーズ - キーボード(Disc 1-1. 2. 3. 5. 6. 7. / Disc 2-1. 2. 5. 6. / Disc 3-1. 2. 3. 4.)
- ピーター・ウルフ - キーボード(Disc 1-1. 3. 5. / Disc 2-2. 5. 6. / Disc 3-2. 4.)
- ボブ・ハリス – キーボード(Disc 1-2. 6. 7. / Disc 2-1. / Disc 3-1. 3.)
- アンドレ・ルイス - キーボード(Disc 2-4.)
- エディ・ジョブソン - キーボード(Disc 2-7.)
- アーサー・バロウ – ベース(Disc 1-1. 2. 3. 5. 6. 7. / Disc 2-1. 2. 5. 6. / Disc 3-1. 2. 3. 4.)
- パトリック・オハーン - ベース(Disc 2-3. 7.)
- ロイ・エストラーダ - ベース(Disc 2-4.)
- ヴィニー・カリウタ - ドラムス(Disc 1-1. 2. 3. 4. 5. 6. 7. / Disc 2-1. 2. 3. 5. 6. / Disc 3-1. 2. 3. 4. 5.)
- テリー・ボジオ - ドラムス(Disc 2-4. 7.)
- エド・マン - パーカッション(Disc 1-1. 3. 5. / Disc 2-2. 5. 6. / Disc 3-2. 4.)
- ジャン＝リュック・ポンティ - バリトン・ヴァイオリン(Disc 3-6.)